# Episodi di Padre Brown (terza stagione)
La terza stagione della serie televisiva Padre Brown è stata trasmessa sul canale britannico BBC One dal 5 al 23 gennaio 2015.
In Italia, la stagione è andata in onda in prima visione assoluta su Paramount Channel dal 9 giugno al 14 luglio 2017.
| nº | Titolo originale             | Titolo italiano               | Prima TV Regno Unito | Prima TV Italia |
| -- | ---------------------------- | ----------------------------- | -------------------- | --------------- |
| 1  | The Man in the Shadows       | L'uomo nell'ombra             | 5 gennaio 2015       | 9 giugno 2017   |
| 2  | The Curse of Amenhotep       | La maledizione di Amenhotep   | 6 gennaio 2015       | 16 giugno 2017  |
| 3  | The Invisible Man            | L'uomo invisibile             | 7 gennaio 2015       | 16 giugno 2017  |
| 4  | The Sign of the Broken Sword | Il segno della spada spezzata | 8 gennaio 2015       | 16 giugno 2017  |
| 5  | The Last Man                 | L'ultimo uomo                 | 9 gennaio 2015       | 23 giugno 2017  |
| 6  | The Upcott Fraternity        | La confraternita di Upcott    | 12 gennaio 2015      | 23 giugno 2017  |
| 7  | The Kembleford Boggart       | Il Boggart di Kembleford      | 13 gennaio 2015      | 23 giugno 2017  |
| 8  | The Lair of the Libertines   | Il Covo dei Libertini         | 14 gennaio 2015      | 30 giugno 2017  |
| 9  | The Truth in the Wine        | Echi dal passato              | 15 gennaio 2015      | 30 giugno 2017  |
| 10 | The Judgement of Man         | Il Giudizio Universale        | 16 gennaio 2015      | 30 giugno 2017  |
| 11 | The Time Machine             | La macchina del tempo         | 19 gennaio 2015      | 7 luglio 2017   |
| 12 | The Standing Stones          | Le pietre di Standing         | 20 gennaio 2015      | 7 luglio 2017   |
| 13 | The Paradise of Thieves      | Il paradiso dei ladri         | 21 gennaio 2015      | 7 luglio 2017   |
| 14 | The Deadly Seal              | I volti della vendetta        | 22 gennaio 2015      | 14 luglio 2017  |
| 15 | The Owl of Minerva           | La civetta di Minerva         | 23 gennaio 2015      | 14 luglio 2017  |